# Thierry Cazals
 (mai 2023).
Pour les articles homonymes, voir Cazals.
Thierry Cazals est un écrivain français né le 11 décembre 1962 à Bagnols-sur-Cèze, vivant à Paris.

## Biographie
Après un doctorat de sociologie à l'École des hautes études en sciences sociales (L'Homme-Mutant dans la littérature et le cinéma de science-fiction), un détour par le cinéma (comme critique aux Cahiers du cinéma, puis scénariste), Thierry Cazals se consacre exclusivement à son activité d'écrivain.
Il a publié des contes, poèmes, histoires brèves, livres pour la jeunesse, haïkus, avec comme ligne d'horizon la recherche de l'étonnement et de l'épure.
Il anime depuis 1999 des ateliers d'écriture poétique pour enfants, adolescents et adultes (à travers notamment l'initiation au haïku).

## Œuvres

### Contes et histoires
- Le Rire des lucioles (contes et haïkus), éditions Opale, 1997 (réédition augmentée : 2004).
- Quoi de neuf aujourd'hui ?, éditions Opale, 1998.
- Mon ami Merlin, éditions Motus, 2006
- Monsieur Truc, éditions de la Renarde rouge (illustrations de Julia Chausson), 2008.
- La bouche en papier, éditions du Pourquoi pas ? (images : Jihan Dehon, Camille Coucaud, Pauline Morel et Mona Hackel), 2019.
- L'oreille du monde, extrait de Esther, Tapio, Labiwa et les autres…, éditions du Pourquoi pas ?, 2023.

### Poésie
- Visage de la neige (poèmes pour un nouveau-né), éditions l'épi de seigle, 2005. Deuxième version, aux éditions Éclats d'Encre, 2010. Troisième version, revue et augmentée, aux éditions Pippa, 2019.
- Le Val aventureux (chevaliers, troubadours et Cathares en terre d'Oc), coécrit avec Jean-Claude Marol et Claire Landais, éditions Études & Communication, 2005.
- Un visage où accoster, revue Patchwork N°3 (2014-2015).

### Haïkus
- Le Rire des lucioles (contes et haïkus), éditions Opale, 1997 (réédition augmentée : 2004).
- La Volière vide (haïkus), coécrit avec Vincent Delfosse, éditions L'iroli, 2009.

### Essais et textes sur le haïku
- Fraîcheur !, éditions du Pourquoi pas ? (illustrations CSil), 2024.
- Des haïkus plein les poches, CotCotCot éditions, livre-atelier sur le haïku de Thierry Cazals, illustrations de Julie van Wezemael, 2019.
- Les herbes m'appellent, éditions L'iroli, haïkus de Niji Fuyuno et Ryu Yotsuya, préface et essais de Thierry Cazals, 2012.
- « Le Vide dans le cercle de la corde à sauter », revue L'Infini n° 81, éditions Gallimard, 2002.
- « Requiem pour une pâquerette », préface de Mon ombre épaisse et lente, haïkus de Juliette Schweisguth, éditions Pippa, 2012.
- « Les oreilles pointées vers le large », préface de Humus et lueurs d'étoiles, récits et haïkus d'Olivier Walter, éditions Unicité, 2015.
- « Le tumulte et le bruissement » (Quand le haïku réenchante l'école), inclus dans Jours d'école, éditions AFH et Renée Clairon, 2014.
- « La poésie du blé qui gratte » (atelier-haïku dans une école agricole du Finistère), revue Gong, Association Francophone du Haïku, été 2016.
- « Le haïku à fleur d'enfance », ouvrage collectif Un souffle poétique du Japon sur nos écrits, éditions Pippa, décembre 2016.
- « Petits souvenirs d'un semeur de haïkus », Les Cahiers du CRILJ, Numéro 8, La poésie est-elle un sport de combat ?, novembre 2016.
- « L'homme qui creuse », préface de Le soleil en miettes, haïkus de Jean Féron, éditions des Lisières, octobre 2017.
- « Les amants du martin-pêcheur », préface de Dans le bonheur d'aller, haïkus de Jean-Hugues Malineau et Françoise Naudin-Malineau, éditions Pippa, mai 2020.
- « Ils nous ressemblent », préface de Zoo, haïkus de Pierre-Jean Carrus, illustrations d'Orphée Cazals, éditions Pippa, octobre 2020.
- « Graines de sagesse (à l'école sauvage du haïku) », extrait de Haïku & Enfance, Actes du colloque du 6 novembre 2021, éditions Pippa, mars 2022.
- « Je te laisse une lettre », ouvrage collectif, éditions Pippa, septembre 2022.
- « Les pieds de Buson », inclus dans la revue l'estran N°1, The Fishing Cat Press, janvier 2023.
- « Que ma joie demeure… », préface de Plus vite que le vent, haïkus d'Axel Bry, éditions Pippa, juin 2023.

### Livres pour la jeunesse
- Le Petit cul tout blanc du lièvre, éditions Motus (poèmes brefs, illustrés par Zaü), 2003.
- L'Enfant qui avait peur du silence, éditions Motus, 2005.
- Olga et les Masques, éditions Sarbacane (histoire, illustrée par Maurizio A.C. Quarello), 2007.
- Les mille vies de Valentin, éditions du Jasmin (histoire, illustrée par Julia Chausson), 2010.
- Un éléphant au paradis, éditions Motus (poèmes illustrés par Ana Yael), 2011.
- Demain les rêves, éditions Motus (histoire, illustrée par Daria Petrilli), 2015.
- Des haïkus plein les poches, éditions Cotcotcot (livre-atelier, illustré par Julie van Wezemael), 2019.
- La petite voix de la ficelle, éditions Motus (poèmes illustrés par Joanna Boillat), 2021.
- Fraîcheur !, éditions du Pourquoi pas ? (illustrations CSil), 2024.

### Livre d'artiste
- Au bord de la falaise, livre d'artiste (tiré à 58 exemplaires) avec 8 haïkus de Thierry Cazals et 7 gravures sur bois originales de Julia Chausson, 2010.

### Adaptations au théâtre
- Le jardin de Maître Nô, adaptation du livre Le Rire des lucioles, par Christine Blondel et Magalie Ducleux.
- Monsieur Truc, adaptation du livre paru aux éditions La renarde rouge, par Catherine Vaniscotte et Rosetta Arcuri.

## Prix et distinctions
- Prix de l'album jeunesse du Salon du livre de Cabourg 2004 pour Le Petit cul tout blanc du lièvre, éditions Motus.
- Prix PoésYvelines 2005[2] pour Visage de la neige (poèmes pour un nouveau-né), éditions l'épi de seigle.
- Prix Pilotis 2010 du Salon du Livre Jeunesse en Erdre & Gesvres pour Olga et les masques, éditions Sarbacane.
- Prix Joël Sadeler 2012[2] pour Un éléphant au paradis, éditions Motus.